# Repülés (folyóirat)
A Repülés a Magyar Honvédelmi Szövetség képes technikai havilapja.

## Története
1902. március 2-án megalakult a Magyar Aero Club Konkoly Thege Miklós csillagász, Ifj. Tolnai Lajos meteorológus és Neuschloss Ferenc gyáros vezetésével, majd rögtön önálló repülési lapot is indítottak elsőként hazánkban Aeronauta címmel. A havonta megjelenő lap célja az új sportág és szervezetének propagálása volt. Az első szám 1902 májusában jelent meg. Több éven keresztül szolgálta az egyetemes és a magyar repülést.
A Repülés című havilapot a 2. világháborút követően 1948-ban a Magyar Honvédelmi Szövetség lapjaként alapították. Az alapítás célja az volt, hogy országos lapként a honvédelem részeként bemutassa a repülés, repülő modellezés, az ejtőernyőzés hazai és nemzetközi helyzetét, tudósítson sportversenyekről, rendezvényekről, klubokról,  sportolókról. Folyamatos segítséget adni az ejtőernyőzés, a repülés oktatásához.
Az I. évfolyam 1948-ban indult útjára.
1965-től az űrrepüléssel kapcsolatos hírek ismertetésével nevét Repülés-űrrepülésre bővítették.

## Díjai, elismerései
A Nemzetközi Repülő Szövetség (FAI – Fédération Aéronautique Internationale) 1969. április 26-tól – május 1-je között tartott ülésén Nemzetközi Diplomával tüntette ki a folyóirat szerkesztőségét.